# Arazzi con le storie di Giuseppe ebreo

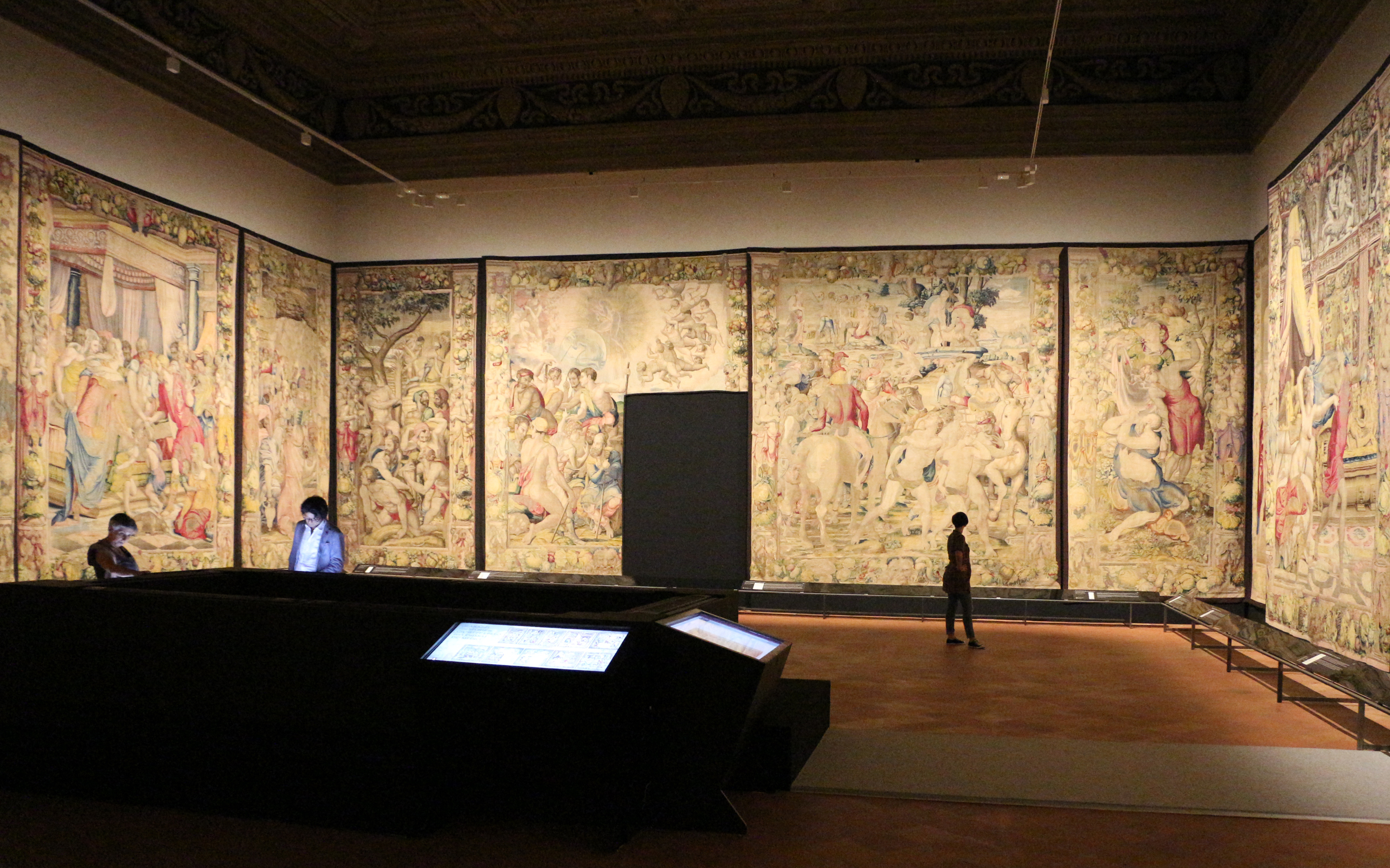
Esposizione degli Arazzi di Giuseppe nel Salone dei Duecento a Firenze

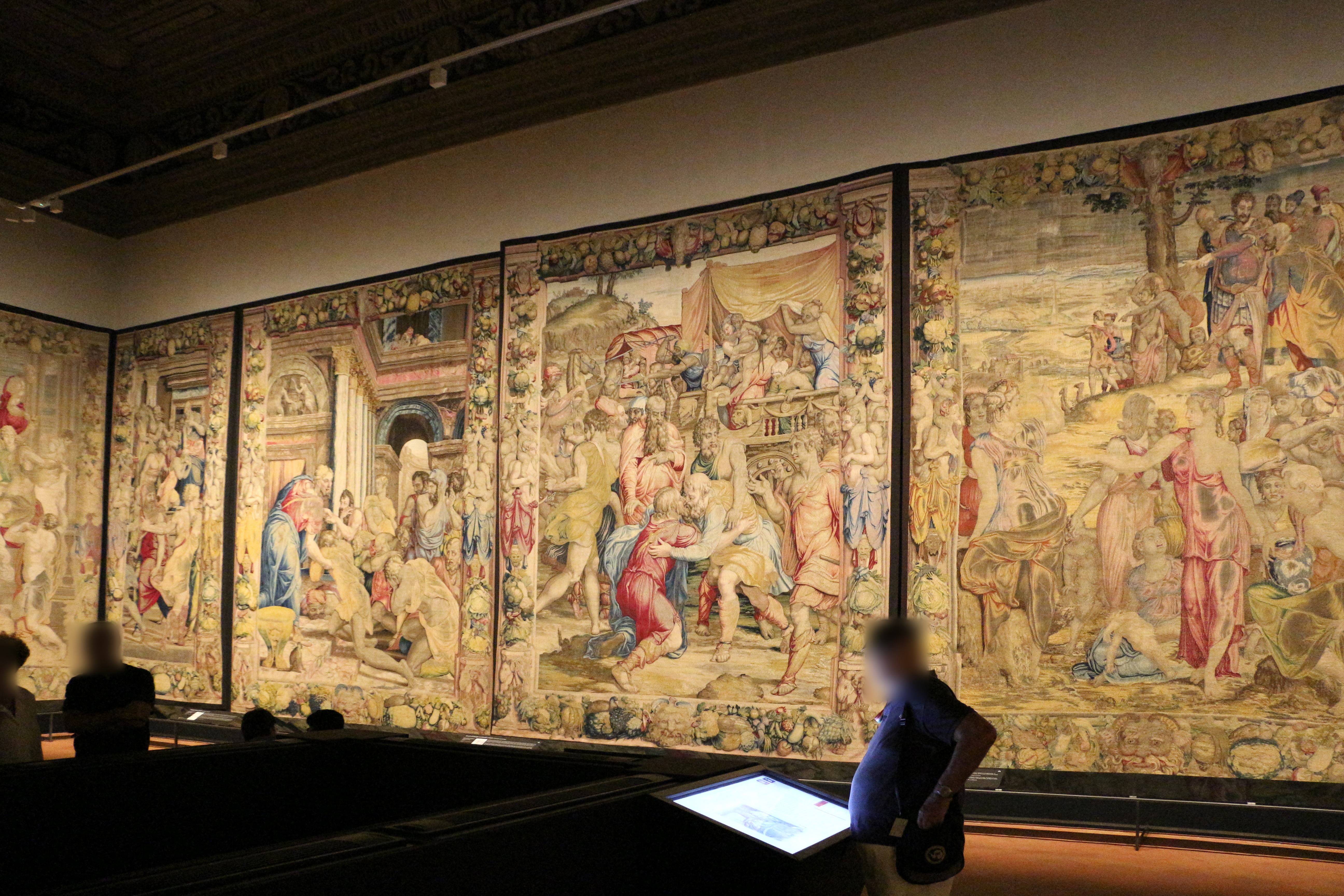
Esposizione degli Arazzi di Giuseppe nel Salone dei Duecento a Firenze

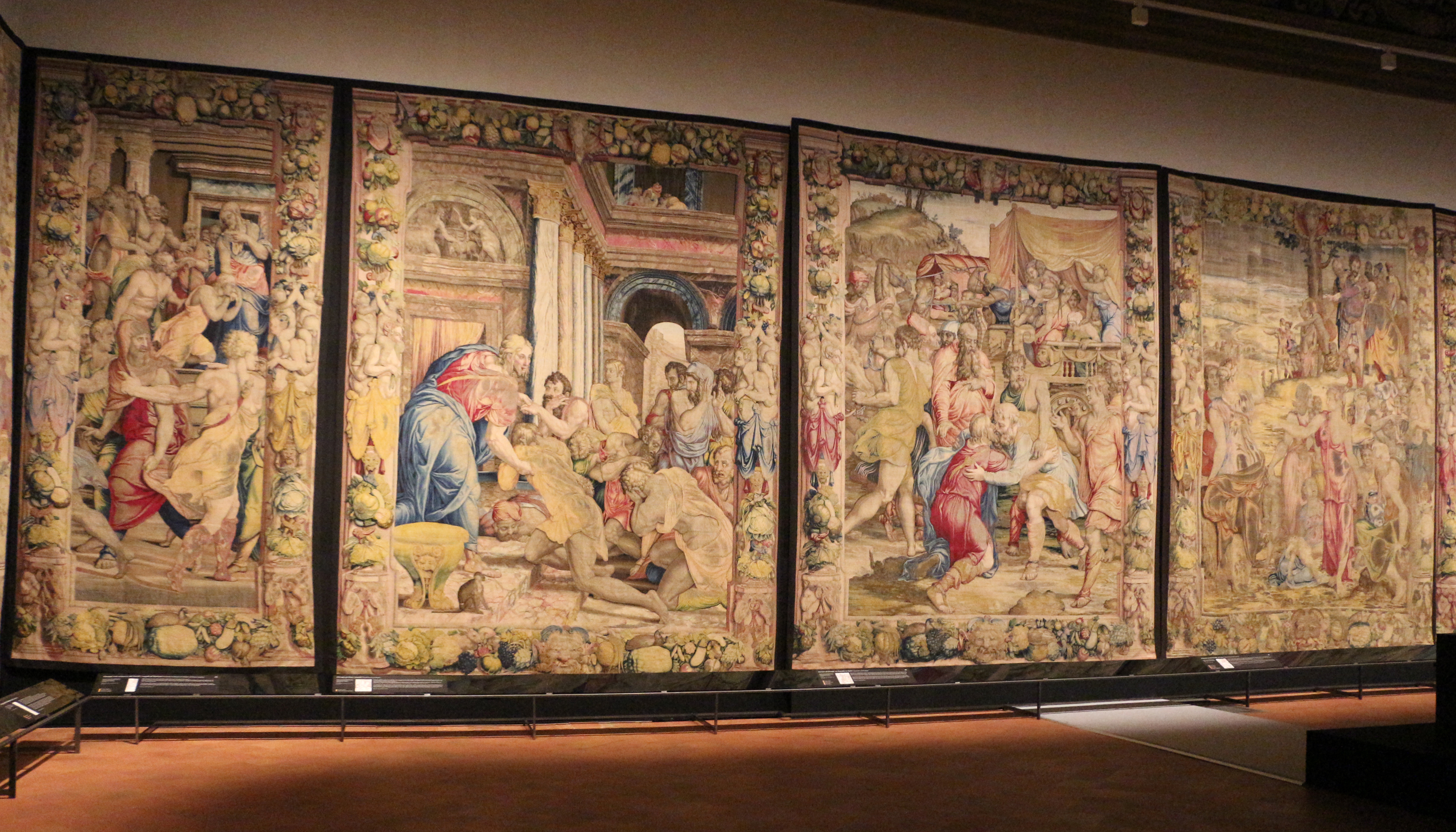
Esposizione degli Arazzi di Giuseppe nel Salone dei Duecento a Firenze

Le Storie di Giuseppe ebreo sono un ciclo di arazzi, realizzato tra il 1545 e il 1553, con storie del patriarca biblico Giuseppe. Si tratta di una delle maggiori opere di arazzeria fatte in Italia durante il Rinascimento. Gli arazzi sono attualmente conservati in parte a Palazzo Vecchio a Firenze e in parte a Roma, nel Palazzo del Quirinale.

## Storia
Destinate ad adornare la Sala dei Duecento all'interno del Palazzo Vecchio a Firenze, le Storie di Giuseppe videro impegnati, nella stesura dei disegni preparatori, due dei più celebri esponenti del Manierismo fiorentino: Agnolo di Cosimo di Mariano, detto il Bronzino e Jacopo Carrucci, detto il Pontormo. Maestri peraltro legati da un solido rapporto, essendo stato il Bronzino allievo del Pontormo ed avendo essi già partecipato insieme a varie imprese pittoriche. 
Altri artisti contribuirono all'opera con un ruolo minore.
Il ciclo fu commissionato dal Granduca Cosimo I de' Medici che allo scopo fondò una manifattura d'arazzi a Firenze, tra le prime istituite in Italia, la cui direzione venne affidata ai maestri arazzieri fiamminghi Jan Rost e Nicolas Karcher.
Come prova generale dell'impresa (e della capacità tecnica delle manifatture appena istituite) vennero tessute da Jan Rost tre portiere ad arazzo, tutte su disegni di Bronzino: La Dovizia, La Giustizia libera l'innocenza e La Primavera. 
Quale saggio preliminare delle sue capacità, il Karcher procedette alla tessitura di una deposizione di Cristo su disegno del Salviati.
Le manifatture medicee furono attive per oltre due secoli.

## Il significato allegorico
La scelta del tema ha un chiaro sottotesto allegorico: il patriarca biblico Giuseppe, infatti, cadde dalla sua situazione di figlio prediletto e a causa del tradimento e dell'invidia dei fratelli affrontò l'esilio, la schiavitù, la prigione. Le sue doti eccezionali però gli consentirono di rovesciare il destino sino a divenire viceré d'Egitto. In questa veste seppe dimostrare magnanimità - perdonerà i fratelli traditori - e saggezza nelle responsabilità di governo, garantendo la floridità del regno. Il parallelo con le sorti della casata dei Medici e di Cosimo in particolare è evidente: scacciati (più volte) come nemici da quella Firenze di cui erano stati per lungo tempo i signori di fatto, vi ritornano infine come sovrani di un nuovo e più grande stato, per l'appunto il nascente Ducato e poi Granducato di Toscana. A questo primo sottotesto allegorico se ne affianca un altro - racchiuso nelle bordure - che allude ai miti fondativi di Firenze e della Toscana, ovviamente riadatti (o senz'altro forgiati ad hoc) in modo strumentale alla propaganda medicea.
In particolare le bordure sono caratterizzate da allusioni alla fondazione di un mitico regno toscano ad opera di Noè dopo il diluvio universale, cui si dovrebbe anche l'origine della lingua toscana, derivante – per il tramite etrusco – dall'aramaico e dall'ebraico e non da latino. Si tratta di un mito alimentato da intellettuali della Corte medicea e soprattutto da parte di Pier Francesco Giambullari, diretto a legittimare un'identità nazionale toscana e quindi il progetto mediceo di edificazione di uno stato sovrano. 
I riferimenti più diretti al mito noaico, nella composizione delle bordure, vengono visti nella ricorrente raffigurazione di Giano (divinità da identificare con Noè in quanto scopritore del vino) o nella ripetuta rappresentazione di una testa di capro che sarebbe una rappresentazione astrologica di Saturno, figura da associare ancora una volta a Noè per via della evirazione subita da entrambi ad opera dei figli (nel caso di Noè in senso figurato).
Altro possibile parallelismo della vicenda di Giuseppe con quella di Cosimo sta nell'appartenenza del primo Granduca ad un ramo cadetto della grande casata fiorentina. Anche Giuseppe è figlio di ultimo letto di Giacobbe, ma a lui infine andrà la benedizione della primogenitura, sia per i suoi meriti sia per la stoltezza dei suoi fratelli maggiori. Infine sia il Patriarca che il Granduca saranno chiamati a dimostrare le loro doti di governo già in età giovanissima.
Pur riadattato alle esigenze propagandistiche di Cosimo de Medici, le storie di Giuseppe erano un tema già consueto e caro ai fiorentini, in quanto parte significativa della decorazione musiva del Battistero di Firenze (risalente al XIII secolo) è dedicata per l'appunto alle vicende di questo patriarca.
Si tratta peraltro di alcune delle scene stilisticamente più elevate della decorazione della cupola del Battistero, nella cui ideazione e preparazione vi è chi scorge l'intervento di Cimabue. Secondo alcuni autori, pur nella ovvia differenza di stile, si tratta di una fonte che venne tenuta presente dagli artefici del ciclo di arazzi, sia nella scelta delle singole raffigurazioni sia nella scansione temporale degli episodi.

## Gli autori dell'opera

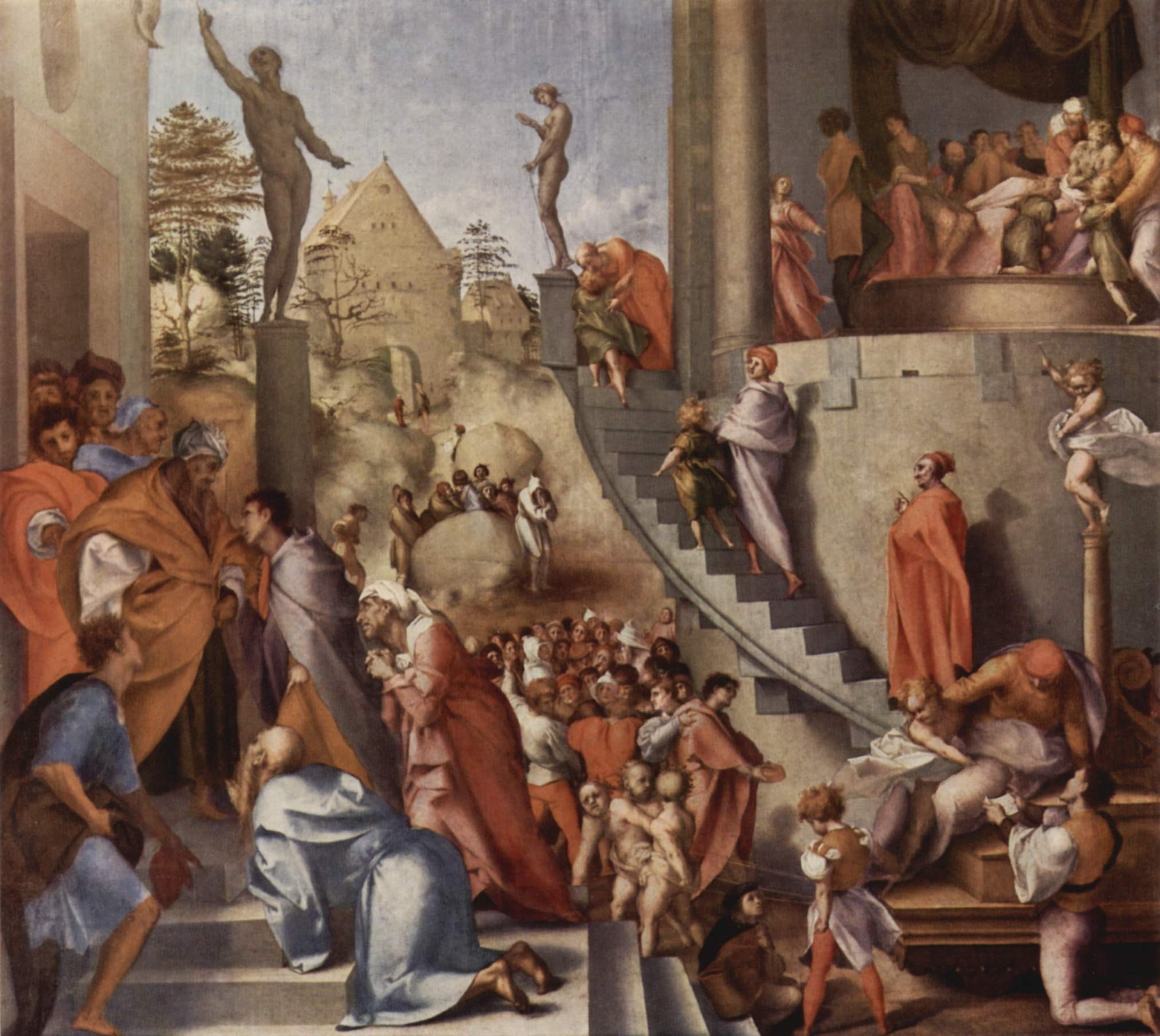
Pontormo, Giuseppe in Egitto, 1517, National Gallery, Londra

Il ciclo si articola in venti arazzi. Massima parte dell'opera si deve al Bronzino: delle venti scene totali ben sedici si basano su suoi disegni preparatori. Il Pontormo fornì tre disegni e uno si deve a Francesco Salviati.
Secondo quello che racconta Vasari nelle sue Vite la preminenza del ruolo del Bronzino sarebbe dovuta al fatto che i modelli presentati da Pontormo non sarebbero piaciuti a Cosimo e anche i maestri arazzieri avrebbero manifestato perplessità circa la possibilità di trasporre sul panno le soluzioni del pittore. In effetti, nei suoi arazzi il Pontormo ricorre molto più del Bronzino agli "artifici" della Maniera con torsioni dei corpi assai accentuate e composizioni fortemente verticalizzate. Se si tiene conto però delle molte commissioni affidate dai Medici e dallo stesso Cosimo al Pontormo questa ricostruzione appare improbabile. Più plausibile è invece che il Pontormo fosse pienamente assorbito dall'esecuzione dei grandiosi affreschi (oggi completamente perduti) nella chiesa di San Lorenzo a Firenze, la cappella palatina dei Medici, per seguire altre imprese e che quindi l'affidamento della regia dell'impresa al Bronzino fosse decisa sin dall'inizio. Né è da escludere che il Pontormo abbia comunque contribuito alla complessiva ideazione iconografica del ciclo essendosi già cimentato con il tema delle storie di Giuseppe nella decorazione della Camera da letto Borgherini, uno dei suoi massimi capolavori.
In ogni caso la paternità quasi esclusiva di un ciclo così grandioso e complesso di un unico maestro (Bronzino) contribuì a dilatare i tempi di esecuzione che richiesero ben otto anni. Solo da ultimo, nel tentativo di contenere i tempi, nell'impresa vennero coinvolti altri artisti: oltre al già citato Salviati, presero parte all'esecuzione del ciclo Alessandro Allori, che si occupò soprattutto delle bordure, e Raffaellino del Colle il cui ruolo fu quello di riprodurre alcuni dei disegni preparatori del Bronzino sul cartone vero e proprio utilizzato per la tessitura.

## Le storie di Giuseppe
Il ciclo si articola in venti scene, ognuna dedicata ad uno specifico episodio della storia del patriarca.
Attualmente il ciclo è suddiviso tra Roma e Firenze. Dieci panni sono ancora a Palazzo Vecchio, mentre altri dieci sono custoditi presso il Quirinale e fanno parte della grande collezione di arazzi della Presidenza della Repubblica, di cui sono certamente il fiore all'occhiello. Il trasferimento a Roma di metà del ciclo venne deciso dai Savoia nel 1882, probabilmente anche a causa dell'idea, formulata poco prima, che in origine gli arazzi fossero esposti nella sala dei Duecento dieci alla volta, a rotazione.
1. Il sogno dei manipoli (Bronzino, Firenze)
2. Giuseppe racconta il sogno del sole, della luna e delle stelle (Bronzino, Firenze)
3. Vendita di Giuseppe (Bronzino, Roma)
4. Lamento di Giacobbe (Bronzino, Roma)
5. Giuseppe e la moglie di Putifarre (Pontormo, Roma)
6. Giuseppe fugge dalla moglie di Putifarre (Bronzino, Firenze)
7. Giuseppe in prigione e il banchetto del Faraone (Bronzino, Roma)
8. Giuseppe spiega il sogno del Faraone delle vacche grasse e magre (Salviati, Firenze)
9. Vendita del grano ai fratelli (Bronzino, Firenze)
10. Giuseppe prende in ostaggio Simeone (Bronzino, Roma)
11. Beniamino ricevuto da Giuseppe (Bronzino, Firenze)
12. Convito di Giuseppe con i fratelli (Bronzino, Firenze)
13. La coppa di Giuseppe ritrovata nel sacco di Beniamino (Bronzino, Roma)
14. Giuseppe trattiene Beniamino (Pontormo, Roma)
15. Giuseppe si fa riconoscere dai fratelli e congeda gli Egiziani (Bronzino, Firenze)
16. Giuseppe perdona i fratelli (Bronzino, Firenze)
17. Incontro di Giuseppe con Giacobbe in Egitto (Bronzino, Firenze)
18. Il Faraone accetta Giacobbe nel regno (Bronzino, Roma)
19. Giacobbe benedice i figli di Giuseppe (Bronzino, Firenze)
20. Sepoltura di Giacobbe (Bronzino, Roma)

## La tecnica di realizzazione
Gli arazzi vennero realizzati con telai a basso liccio, per questa ragione le raffigurazioni finali sui panni sono speculari a quelle dei disegni preparatori e dei cartoni. Per la tessitura della trama vennero utilizzati fili di lana, di seta, d'oro e d'argento. Per l'ordito, fili di colore neutro. 
Col passare degli anni gli arazzi sono andati incontro a seri fenomeni di degrado che hanno reso necessario un radicale intervento di restauro, condotto dall'Opificio delle pietre dure di Firenze. Per unanime giudizio il risultato del restauro è stato straordinario.